# Philippe de Clérambault
Pour les articles homonymes, voir Clérambault.
Philippe de Clérambault, comte de Palluau, baron de Bouin, né en 1606 et mort le 24 juillet 1665 à Paris, est un homme de guerre français, maréchal de France, dit le maréchal de Palluau.

## Biographie
Philippe de Clérambault Palluau, issu d'une illustre famille du Bas-Poitou, commence à porter les armes à l'âge de 16 ans. Simple capitaine d'une compagnie de chevau-légers, il part en Italie, au mois d'août 1636 et participe au combat du Tessin. En 1637, il se trouve au siège de Landrecies et en 1641 à l'attaque des lignes d'Arras. 
Devenu maréchal de camp, le 14 avril 1642, il prend part au siège de Perpignan en 1642 et accompagne, l'année suivante, le Grand Condé au siège de Thionville et en 1644 à la bataille de Fribourg.
À la suite de la bataille de Nordlingen en 1645, il est promu mestre de camp général de la cavalerie légère le 30 mai 1646. Sa vaillante conduite aux sièges de Philippsbourg, de Courtrai, de Dunkerque, de la Bassée et de Lens, lui valent le commandement du régiment de Palluau en 1647, puis le 22 mars 1648, il est fait lieutenant-général.
Son commandement aux sièges d'Ypres, de Bellegarde et de Montrond, ainsi que sa fidélité au Roi lors de la Fronde lui valent le bâton de maréchal de France, le 24 août 1652.
Il épouse, le 26 avril 1654, Louise (1634-1722), fille de Léon Bouthillier, comte de Chavigny, dont il aura trois enfants :
- Jules, abbé de Saint-Taurin d'Evreux, mort en 1714, membre de l'Académie française ;
- Philippe comte de Palluau, mort en 1704 à la Bataille de Höchstädt (1704), lieutenant général ;
- Thérèse.

Le 31 décembre 1661 il est nommé gouverneur du Berry, bailli de cette province, chevalier du Saint-Esprit. Il est alors à l'apogée de sa gloire.
Il décède le 24 juillet 1665 à Paris.

## Témoignages
Saint-Simon à l'occasion de la mort de l'épouse de Palluau, fait un portrait, et de sa meilleure veine, des deux époux :

« Le maréchal de Clérambault était homme de qualité, bon homme de guerre, et avait été mestre de camp général de la cavalerie, fort à la mode sous le nom de comte de Palluau, avant qu'il prit son nom lorsqu'il devint maréchal de France. C'était un homme de beaucoup d'esprit, orné, agréable, plaisant, insinuant et souple, avec beaucoup de manège, toujours bien avec les ministres, fort au gré du cardinal Mazarin, et fort aussi au gré du monde et toujours parmi le meilleur. Sa femme, devenue veuve, fut gouvernante des filles de Monsieur, et accompagna la reine d'Espagne jusqu'à la frontière, en qualité de sa dame d'honneur. »

« C'était une des femmes de son temps qui avait le plus d'esprit, le plus orné sans qu'il y parût, et qui savait le plus d'anciens faits curieux de la cour, la plus mesurée et la plus opiniâtrement silencieuse. Elle en avait contracté l'habitude par avoir été constamment une année entière sans proférer une seule parole dans sa jeunesse, et se guérit ainsi d'un grand mal de poitrine. Elle n'avait jamais bu que de l'eau, et fort peu. Souvent aussi son silence venait de son mépris secret pour les compagnies où elle se trouvait et pour les discours qu'on y tenait ; mais lorsqu'elle était en liberté, elle était charmante, on ne la pouvait quitter. Je l'ai souvent vue de la sorte entre trois ou quatre personnes au plus chez la chancelière de Pontchartrain dont elle était fort amie. C'était un tour, un sel, une finesse, et avec cela un naturel inimitable. Elle fut allant, venant à la cour en grand habit presque toujours jusqu'à sa dernière maladie. Fort riche et avare. Par les chemins et dans les galeries, elle avait toujours un masque de velours noir. Sans avoir jamais été ni prétendu être belle ni jolie, elle avait encore le teint parfaitement beau, et elle prétendait que l'air lui causait des élevures. Elle était l'unique qui en portât, et quand on la rencontrait et qu'on la saluait, elle ne manquait jamais à l'ôter pour faire la révérence. Elle aimait fort le jeu, mais le jeu de commerce et point trop gros, et eût joué volontiers jour et nuit. »

## Armoiries
| Figure | Blasonnement                 |
|        | Burelé d'argent et de sable. |